# Montatore

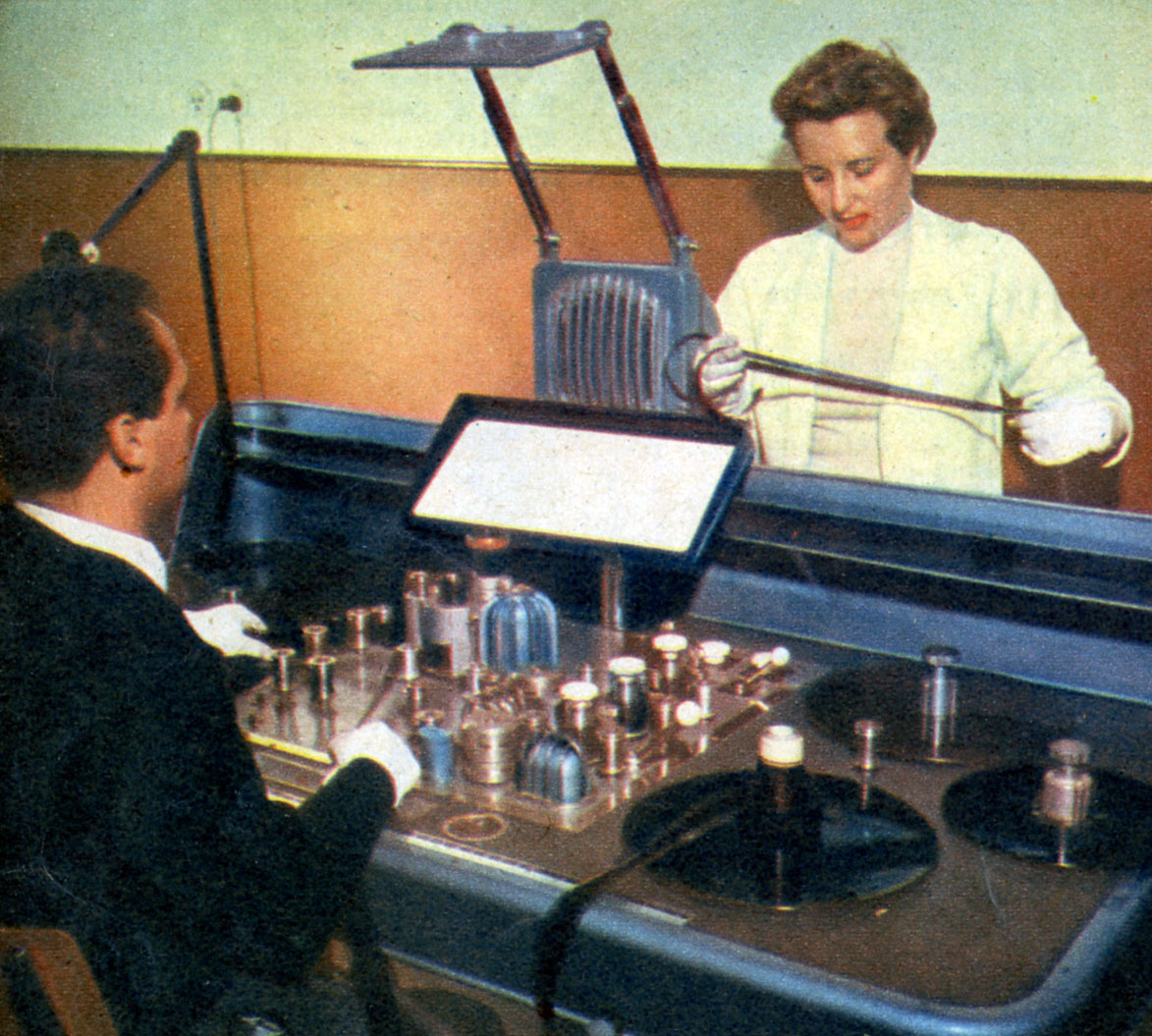
Nino Baragli con la moglie al tavolo di montaggio nel 1957.

Il montatore cinematografico (in inglese film editor) è la figura professionale che durante la lavorazione di un film si occupa del montaggio, ossia colui che seleziona e mette insieme le scene girate e le inquadrature in modo da costruire un racconto finito attraverso le immagini ed il suono.
Il lavoro comincia già durante le riprese, dove egli agisce in base alla sceneggiatura mettendo insieme in genere una versione molto più lunga della pellicola di quella finale. Al termine delle riprese inizia la collaborazione col regista per giungere ad una versione finale da distribuire, a volte questa fase richiede che vengano girate altre scene. Il risultato di questa fase è supervisionato dai produttori, che possono richiedere ulteriori tagli e modifiche per adattare meglio il prodotto agli obiettivi prefissati.

## Storia

### I primi montatori
I primi film realizzati erano di corta durata ed erano costituiti da un'unica lunga inquadratura statica e fissa. Non c'era nessuna storia e nessun montaggio: i film si limitavano a riprodurre scene di vita quotidiana. Ogni film durava fino a quando c'era pellicola nella cinepresa.
L'uso del montaggio cinematografico per stabilire una continuità, con l'azione che procede da una sequenza all'altra, è attribuito al pioniere del cinema britannico Robert W. Paul e al suo film Come Along, Do! realizzato nel 1898, che è uno dei primi lavori a presentare più di un'inquadratura. Nella prima inquadratura, una coppia di anziani si trova fuori da una mostra d'arte a pranzare e poi segue altre persone che entrano dalla porta. La seconda inquadratura mostra ciò che fanno all'interno. La "Cinematograph Camera No. 1" di Paul, realizzata nell'aprile 1896, fu la prima cinepresa ad essere dotata di un sistema di inversione di marcia, che permetteva di esporre più volte la stessa pellicola, creando così delle sovrapposizioni e delle esposizioni multiple. Uno dei primi film ad utilizzare questa tecnica, Un homme de têtes di Georges Méliès del 1898, è stato realizzato con la cinepresa di Paul.
George Albert Smith e James Williamson, alla Scuola di Brighton, svilupparono ulteriormente la continuità d'azione in film girati in più inquadrature tra il 1899 e il 1900. Smith realizzò As Seen Through a Telescope, in cui l'inquadratura principale mostra una scena di strada dove un giovane si allaccia i lacci delle scarpe e per poi accarezzare il piede della sua ragazza, mentre un uomo anziano osserva il tutto attraverso un telescopio. Vi è un primo taglio all'inquadratura ravvicinata delle mani sul piede della ragazza, mostrata all'interno di una maschera circolare nera, e poi un taglio per tornare alla continuità della scena originale.
Ancora più notevole fu Attack on a China Mission di James Williamson, realizzato nello stesso periodo. La prima inquadratura mostra il cancello della missione dall'esterno che viene attaccato e sfondato dai ribelli cinesi durante la guerra dei Boxer, poi avviene uno stacco sul giardino della stazione, dove si svolge una battaglia campale. Un gruppo armato di marinai britannici arriva infine per sconfiggere i Boxer e salvare la famiglia del missionario. Il film utilizza il primo taglio della storia del cinema per fare un campo-controcampo.
James Williamson si dedicò alla realizzazione di film che portano l'azione da un luogo mostrato in un'inquadratura ad un altro, mostrato in un'inquadratura successiva. Ciò avviene in film come Stop Thief! e Fire!, realizzati rispettivamente nel 1901 e nel 1903. Sperimentò anche con il primo piano, realizzando forse il più estremo di tutti in The Big Swallow, quando il personaggio si avvicina alla cinepresa fino ad inghiottirla e a rompere la quarta parete. Questi due cineasti della Scuola di Brighton furono anche pionieri nella manipolazione delle pellicole: tinsero i loro lavori con il colore e usarono fotografie truccate per migliorare la narrazione. Nel 1900, i loro film erano delle scene estese fino a 5 minuti.
Altri cineasti presero spunti dai lavori di Smith e Williamson, sviluppando ulteriormente la tecnica del montaggio. Edwin S. Porter realizzò nel 1903 The Great Train Robbery, un film che aveva una durata di dodici minuti, con venti inquadrature separate e dieci diverse ambientazioni, sia in interno che in esterno. Usò il metodo di montaggio a taglio incrociato per mostrare un'azione simultanea in diversi luoghi. Questi primi registi hanno scoperto aspetti importanti del linguaggio cinematografico: che l'immagine sullo schermo non ha bisogno di mostrare una persona dalla testa ai piedi e che l'unione di due inquadrature crea nella mente dello spettatore una relazione contestuale. Queste furono le scoperte chiave che resero possibili tutta la narrativa cinematografica successiva, permettendo inquadrature (in questo caso, scene intere poiché ogni inquadratura è una scena completa) riprese in luoghi molto diversi e su un lungo periodo di tempo (ore, giorni o persino mesi) per poi essere combinate in un insieme narrativo coerente.

### L'avvento dell'era meccanizzata
Prima della diffusione dei sistemi di montaggio digitale non lineare, il montaggio preliminare di tutti i film veniva fatto con una copia positiva del negativo della pellicola, tagliando e unendo fisicamente pezzi di pellicola. I montatori dovevano essere molto precisi: se facevano un taglio sbagliato, avevano bisogno di una nuova stampa positiva, il che costava alla produzione il tempo e i costi di un laboratorio per ristampare il film. Inoltre, ogni ristampa esponeva il negativo a rischio di danni. Con l'invenzione della giuntatrice e di proiettori con un visore come una Moviola, o un tavolo di montaggio "flatbed" come quelli prodotti dalla K.-E.-M. (Keller-Elektro-Mechanik) o dalla Steenbeck, dagli anni 1920 il lavoro del montatore si è velocizzato un po' e i tagli sono diventati più puliti e precisi. La pratica del montaggio Moviola è non lineare e permette al montatore di fare delle scelte più velocemente, un grande vantaggio per il montatore di film a episodi seriali per la televisione che impongono tempi molto brevi di produzione. Tutti gli studi cinematografici e le case di produzione che producevano film per la televisione fornivano questo strumento ai loro montatori. I tavoli di montaggio erano utilizzati per la riproduzione e il perfezionamento dei tagli, in particolare nei lungometraggi e nei film realizzati per la televisione. Erano molto usate per la produzione di documentari e drammi all'interno del Film Department della BBC, ad esempio. Operato da una squadra di due persone, un montatore e un assistente montatore, questo processo richiedeva una certa dimestichezza con lo strumento, ma permetteva ai montatori di lavorare in modo estremamente efficiente.